# Округ Андерсон (Тенеси)
Округ Андерсон (енгл. Anderson County) је округ у америчкој савезној држави Тенеси.

## Демографија
По попису из 2010. године број становника је 75.129, што је 3.799 (5,3%) становника више него 2000. године.
| Група             | 2000.          | 2010.          |
| Белци             | 66.124 (92,7%) | 68.134 (90,7%) |
| Афроамериканци    | 2.766 (3,9%)   | 2.847 (3,8%)   |
| Азијати           | 593 (0,8%)     | 803 (1,1%)     |
| Хиспаноамериканци | 787 (1,1%)     | 1.768 (2,4%)   |
| Укупно            | 71.330         | 75.129         |